# لوکاس ریدر
لوکاس ریدر (انگلیسی: Lukas Raeder؛ زادهٔ ۳۰ دسامبر ۱۹۹۳) بازیکن فوتبال اهل آلمان است.
از باشگاه‌هایی که در آن بازی کرده‌است می‌توان به باشگاه فوتبال بایرن مونیخ ۲، باشگاه فوتبال بایرن مونیخ، و باشگاه فوتبال ویتوریا ستوبال اشاره کرد.